# Adrian Scarborough
Adrian Scarborough, född 10 maj 1968 i Melton Mowbray, Leicestershire, är en brittisk skådespelare.
Adrian Scarborough har bland annat medverkat i TV-serien Chelsea Detective. Han har även medverkat filmen 1917 och Christoffer Robin & Nalle Puh.

## Filmografi (i urval)
- 1994 – Den galne kung George
- 2001 – Gosford Park
- 2004 – Vera Drake
- 2007–2009 – Cranford (TV-serie) (7 avsnitt)
- 2007–2024 – Gavin & Stacey (TV-serie) (12 avsnitt)
- 2009–2015 – Miranda (TV-serie) (5 avsnitt)
- 2010 – The King's Speech
- 2010–2012 – Upstairs Downstairs (TV-serie) (9 avsnitt)
- 2018 – Christoffer Robin & Nalle Puh
- 2019 – 1917
- 2019–2023 – Sanditon (TV-serie) (11 avsnitt)
- 2022–  – Chelsea Detective (TV-serie)